# Brote de enfermedad por el virus de Marburgo en Guinea de 2021
El brote de la enfermedad del virus de Marburgo en el distrito de Guéckédou, Guinea, comenzó en julio y finalizó en septiembre de 2021. Una sola persona se enfermó y murió a causa del virus, sin que se registraran ortos casos.

## Brote
El caso índice, un agricultor de 46 años de la aldea de Temessadou M'Boké en la prefectura de Guéckédou, presentó sus primeros síntomas el 25 de julio. El paciente falleció el 2 de agosto. El 3 de agosto se realizó una prueba de reacción en cadena de la polimerasa (PCR), arrojando un resultado positivo para el virus de Marburgo el 5 de agosto. La OMS fue informada del primer caso al día siguiente. El 9 de agosto, el Institut Pasteur Dakar en Senegal volvió a confirmar que el resultado fue positivo para el virus de Marburg. 
Las autoridades de salud de Guinea realizaron el rastreo de contactos y monitorearon 170 contactos conocidos de alto riesgo del caso índice. No se detectaron nuevos casos durante el doble del período de incubación del virus, en este caso 42 días, por lo que el brote se declaró unas seis semanas después de su inicio.
La directora de la OMS para África Matshidiso Moeti, entre otros, elogió la respuesta rápida y eficaz de Guinea al brote.

## Investigación
Un equipo de especialistas de la OMS llegó a Temessadou M'bokét en agosto-septiembre de 2021 para realizar una investigación epidemiológica del caso y buscar el reservorio del virus de Marburgo. El equipo instaló trampas para murciélagos en las inmediaciones de la aldea de Temessadou M'bokét, así como en las inmediaciones de las aldeas vecinas (Baladou Pebal y Koundou) a fin de estudiar la posible presencia del virus.
El paciente tenía interacciones sociales limitadas y vivía en un hogar de cuatro personas. No había evidencia de antecedentes de viajes fuera de Guinea para el paciente o sus contactos cercanos o de contacto con viajeros que regresaban. Era un agricultor que vivía en estrecho contacto con la naturaleza y la vida silvestre y, por lo tanto, puede haber estado expuesto repetidamente a un entorno o alimentos contaminados con excrementos de murciélagos infectados con MARV. Las encuestas comunitarias mostraron que, si bien es posible que haya recolectado frutas silvestres para consumo personal, no había indicios de que hubiera visitado cuevas o participado en actividades de caza para obtener carne de animales silvestres, incluidos murciélagos.
Anteriormente, en 2017-2018, se detectó el virus de Marburgo en murciélagos egipcios de la fruta (Rousettus aegyptiacus) en la vecina Sierra Leona. Esta fue la primera detección del virus de Marburgo en África Occidental. El análisis filogenético reveló que al menos dos variantes genéticas del virus de Marburgo circulan en murciélagos en Sierra Leona: el «virus de Marburgo similar a Angola» y el «virus de Marburgo», que son genéticamente similares a las variantes de Uganda, Gabón y la República Democrática del Congo (RDC). La presencia del virus de Marburgo en murciélagos frugívoros en Guinea se confirmó en 2022: se encontró una colonia de murciélagos rousettus egipcios con animales infectados en las proximidades (4,5 km) de la aldea de Temessadou M'bokét. El virus de Marburgo aislado de estos animales pertenecía al linaje similar a Angola, así como el aislado obtenido del paciente del caso índice.